# Flagon Point
Der Flagon Point (englisch für Flaschenspitze) ist eine von zwei 295 m bzw. 395 m hohen Bergen überragte Landspitze an der Black-Küste des Palmerlands auf der Antarktischen Halbinsel. Sie liegt auf der Südseite der Einfahrt zum Schott Inlet.
Entdeckt und aus der Luft fotografiert wurde sie im Dezember 1940 von Wissenschaftlern der East Base bei der United States Antarctic Service Expedition (1939–1941). Die Kartierung erfolgte 1947 gemeinsam durch Mannschaften der US-amerikanischen Ronne Antarctic Research Expedition (1947–1948) und des Falkland Islands Dependencies Survey. Letzterer benannte sie so, weil sie aus Norden und Süden betrachtet einer umgekippten Flasche ähnelt.